# Departamento Correccional del Estado de Washington

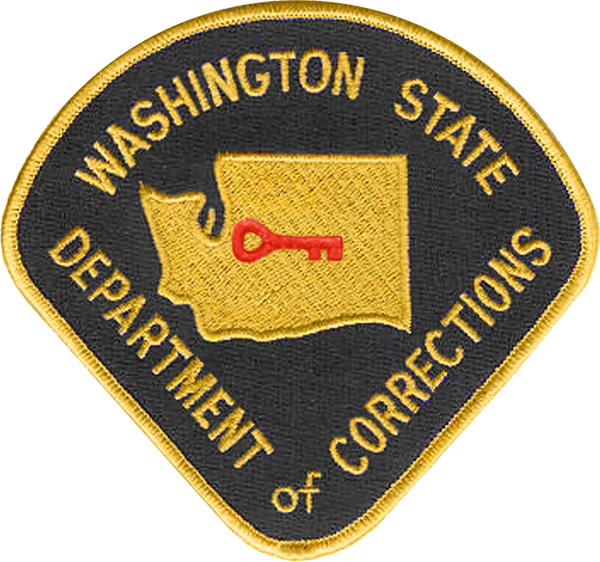
Parche de insignia del Departamento Correccional del Estado de Washington

El Departamento Correccional del Estado de Washington (idioma inglés: Washington State Department of Corrections) es una agencia del Estado de Washington en los Estados Unidos. El departamento gestiona prisiones y cárceles. Tiene su sede en Tumwater.

## Prisiones
- Airway Heights Corrections Center
- Cedar Creek Corrections Center
- Clallam Bay Corrections Center
- Coyote Ridge Corrections Center
- Larch Corrections Center
- McNeil Island Corrections Center
- Mission Creek Corrections Center for Women
- Monroe Correctional Complex
- Olympic Corrections Center
- Stafford Creek Corrections Center
- Washington Corrections Center
- Washington Corrections Center for Women
- Washington State
- Penitentiary